# Champions Hockey League 2020/21
Die Champions Hockey League 2020/21 hätte die siebte Austragung des höchsten Wettbewerbs für Klubmannschaften im europäischen Eishockey werden sollen.
Aufgrund der Beschränkungen im Zuge der COVID-19-Pandemie verschob das CHL Board den Start des Wettbewerbs erst auf den 6. Oktober, später auf den 17. November 2020 und strich die Gruppenphase. Mitte Oktober wurde die Saison komplett abgesagt.

## Modus und Termine
Aufgrund der Pandemiebeschränkungen wurde der Modus für diese Saison geändert. Statt der üblichen Gruppenphase wären die 32 Mannschaften direkt in K.O.-Runden mit Hin- und Rückspiel gestartet. Erste und zweite Runde wären dabei an zwei aufeinanderfolgenden Tagen ausgetragen worden, in der Regel im Stadion des höher platzierten Clubs. Das Finale wäre in einem Spiel ausgetragen worden. 
- 1. Runde: 17. und 18. November 2020
- 2. Runde: 24. und 25. November 2020
- Viertelfinale: 8./9. und 15. Dezember 2020
- Halbfinale: 5./6. und 12./13. Januar 2021
- Finale: 9. Februar 2021

## Teilnehmer
Für die CHL hatten sich 32 Clubs qualifiziert: insgesamt 24 aus den sechs sogenannten Gründungsligen, jeweils eine aus den sieben Challengerligen sowie der Sieger des IIHF Continental Cup 2019/20.

### Teilnehmer pro Liga
Die sechs Gründungsligen stellen je drei bis fünf Mannschaften. Die Verteilung basiert auf dem CHL-Ligenrangliste, welches die Ergebnisse der letzten vier Jahre berücksichtigt. Im Vergleich zur Vorsaison erhielt die Deutsche Eishockey Liga (DEL) einen Platz mehr. Dafür musste die tschechische Extraliga einen Platz abgeben:
| Gründungsligen: - Svenska Hockeyligan (Schweden): 5 Plätze - National League (Schweiz): 5 Plätze - Deutsche Eishockey Liga (Deutschland): 4 Plätze - Liiga (Finnland): 4 Plätze - Extraliga (Tschechien): 3 Plätze - Erste Bank Eishockey Liga (Österreich *): 3 Plätze | Challengerligen: - GET-ligaen (Norwegen) - Metal Ligaen (Dänemark) - Ligue Magnus (Frankreich) - Extraliga (Slowakei) - Elite Ice Hockey League (Großbritannien) - Extraliga (Belarus) - Polska Hokej Liga (Polen) |

Die Startplätze der Gründungsligen werden nach folgender Reihenfolge vergeben:
- Titelverteidiger
- Meister
- Die restlichen Plätze werden nach den Platzierungen der Hauptrunde vergeben

Davon abweichend vergibt die österreichische EBEL ihre Startplätze wie folgt:
- Sieger Grunddurchgang
- Sieger Pick-Round, falls identisch mit dem Sieger des Grunddurchgang: Zweiter Pick-Round
- Meister, falls bereits qualifiziert: Finalist, falls bereits qualifiziert: in der Pick-Round besser qualifizierter Halbfinalist

Die Challengerligen werden durch den nationalen Meister vertreten. Im Fall der britischen EIHL entspricht dies dem Sieger der Hauptrunde.

### Übersicht der qualifizierten Clubs
Außer der belarussischen Meisterschaft wurden alle nationalen Meisterschaften 2019/20 wegen der COVID-19-Pandemie abgebrochen. Die für die Meister vorgesehenen Startplätze wurden nach den Platzierungen der Hauptrunde vergeben. Der slowakische Vertreter HC 05 Banská Bystrica verzichtete, da sein Stadion in der Saison 2020/21 nicht zur Verfügung steht. Das CHL Board vergab daher eine Wild Card an den Zweiten der belarussischen Liga, HK Njoman Hrodna. Der britische Vertreter Cardiff Devils verzichtete nach der Absage der EIHL-Saison 2020/21 im September 2020 auf die Teilnahme an der CHL, der Gegner hätte für die erste Runde ein Freilos bekommen.
Folgende Mannschaften waren qualifiziert (in Klammern Art der Qualifikation bzw. Platzierung in der Hauptrunde):
| - National League: 5 Vereine ZSC Lions Zürich (1.) EV Zug (2.) HC Davos (3.) Genève-Servette HC (4.) EHC Biel (5.) - DEL: 4 Vereine EHC Red Bull München (1.) Adler Mannheim (2.) Straubing Tigers (3.) Eisbären Berlin (4.) - EBEL: 3 Vereine EC Red Bull Salzburg (1. Grunddurchgang) HC Bozen (1. Pick Round) Vienna Capitals (3. Pick Round) | - SHL: 5 Vereine Frölunda HC Göteborg (Titelverteidiger) Luleå HF (1.) Färjestad BK (2.) Rögle BK (3.) Skellefteå AIK (4.) - Liiga: 4 Vereine Oulun Kärpät (1.) Tappara Tampere (2.) Rauman Lukko (3.) Tampereen Ilves (4.) - Extraliga: 3 Vereine Bílí Tygři Liberec (1.) HC Oceláři Třinec (2.) HC Sparta Prag (3.) | - Extraliga: 2 Vereine HK Junost Minsk (Meister) HK Njoman Hrodna (1.) - EIHL: 1 Verein Cardiff Devils (1.) - GET-ligaen: 1 Verein Stavanger Oilers (1.) - Metal Ligaen: 1 Verein Aalborg Pirates (1.) - Ligue Magnus: 1 Verein Brûleurs de Loups de Grenoble (1.) - PHL: 1 Verein GKS Tychy (Meister) - Continental Cup: 1 Verein SønderjyskE Vojens (Sieger) |